# Suchy Połeć (wzgórze)
Suchy Połeć lub Suchy Palec (433,5 m) – skaliste wzgórze na Wyżynie Częstochowskiej we wsi Podzamcze w województwie śląskim, w powiecie zawierciańskim, w gminie Ogrodzieniec. Suchym Połciem wspinacze skalni nazywają także znajdująca się na jego szczycie wapienną skałę, na północną stronę opadającą pionową ścianą o wysokości 9–25 m. Nie jest to jedyna skała na tym wzgórzu. W odległości 140 m na północny wschód w trawiastym, płaskim terenie wzgórza znajdują się jeszcze dwie inne wapienne, bezimienne skały. Niewielkie skałki występują też w innych miejscach. Wzgórze Suchy Połeć na mapach zaznaczone jest jako bezleśne, obecnie jednak częściowo porasta je las.
Na wzgórzu znajdują się pozostałości niemieckich bunkrów z czasów II wojny światowej. Stanowiły one część Międzyrzeckiego Rejonu Umocnionego mającego na tym odcinku zatrzymać ofensywę Armii Czerwonej przed Górnym Śląskiem. 3 bunkry na wschodnim stoku miały zablokować drogę na Górny Śląsk. Jeden z nich, typu „Panzerstellung” miał żelbetową konstrukcję dla czołgowej wieży z armatą kalibru 37 mm, drugi wysadzony został przez żołnierzy radzieckich, trzeci miał ściany żelbetowe o grubości 1,5 m. Zachowały się w nim resztki urządzeń wentylacyjnych. Bunkry te, i system okopów, Niemcy wykonali w 1944 r., angażując do prac tysiące miejscowych mieszkańców. Nie obsadzili ich jednak przed ofensywą radziecką, wskutek czego nie odegrały one roli w ich planach obronnych.
Zbudowana z wapieni skała, na której wspinają się wspinacze skalni ma wysokość 9-25 m. Jest połoga, ma pionowe ściany i znajdują się w niej filar, komin, przewieszenie i zacięcie. Ściany wspinaczkowe o wystawie zachodniej, północno-zachodniej i południowej. Wspinacze skalni poprowadzili na nich 31 dróg wspinaczkowych o trudności V+ do VI.6+ w skali Kurtyki.

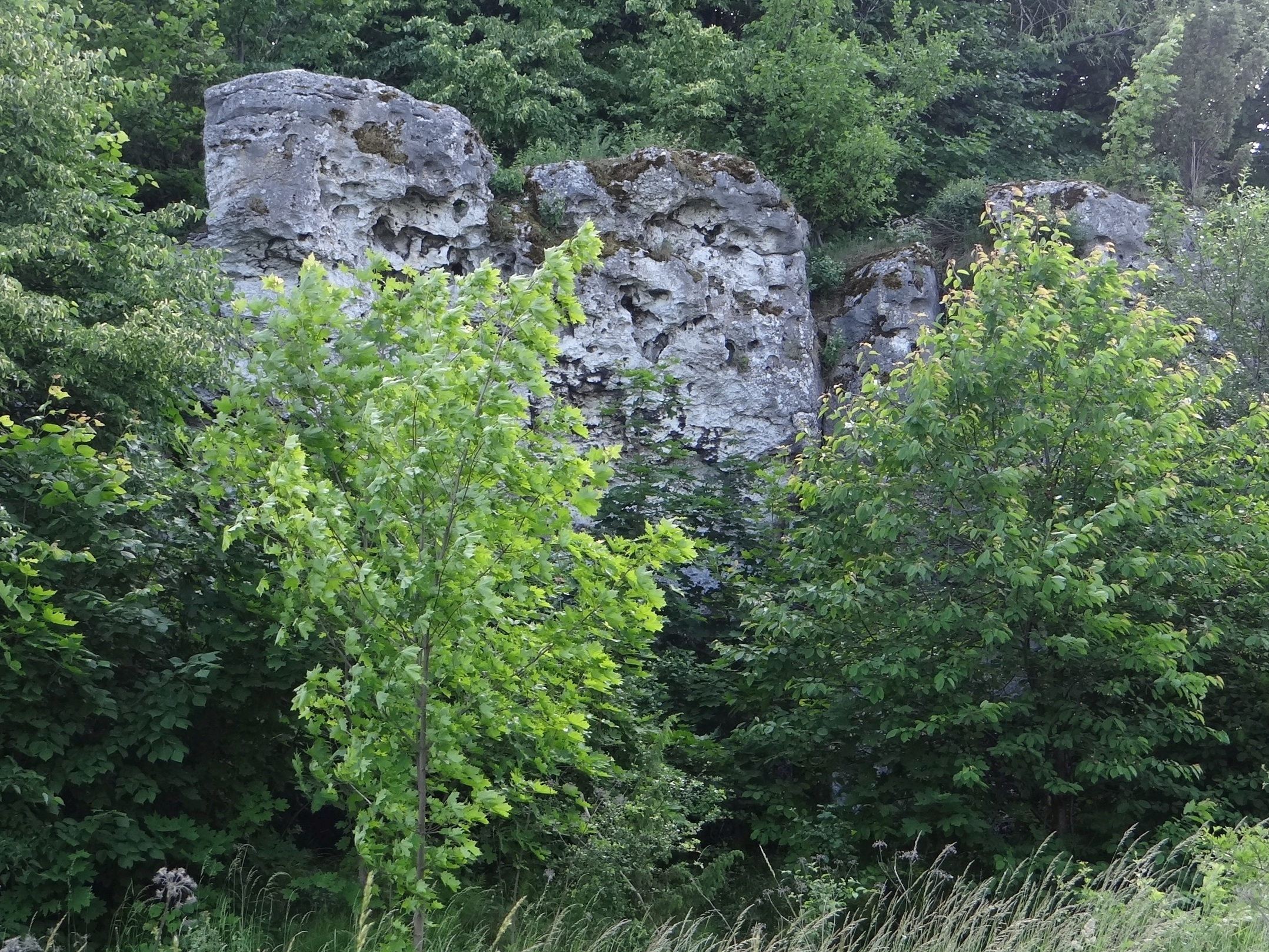
Skała wspinaczkowa
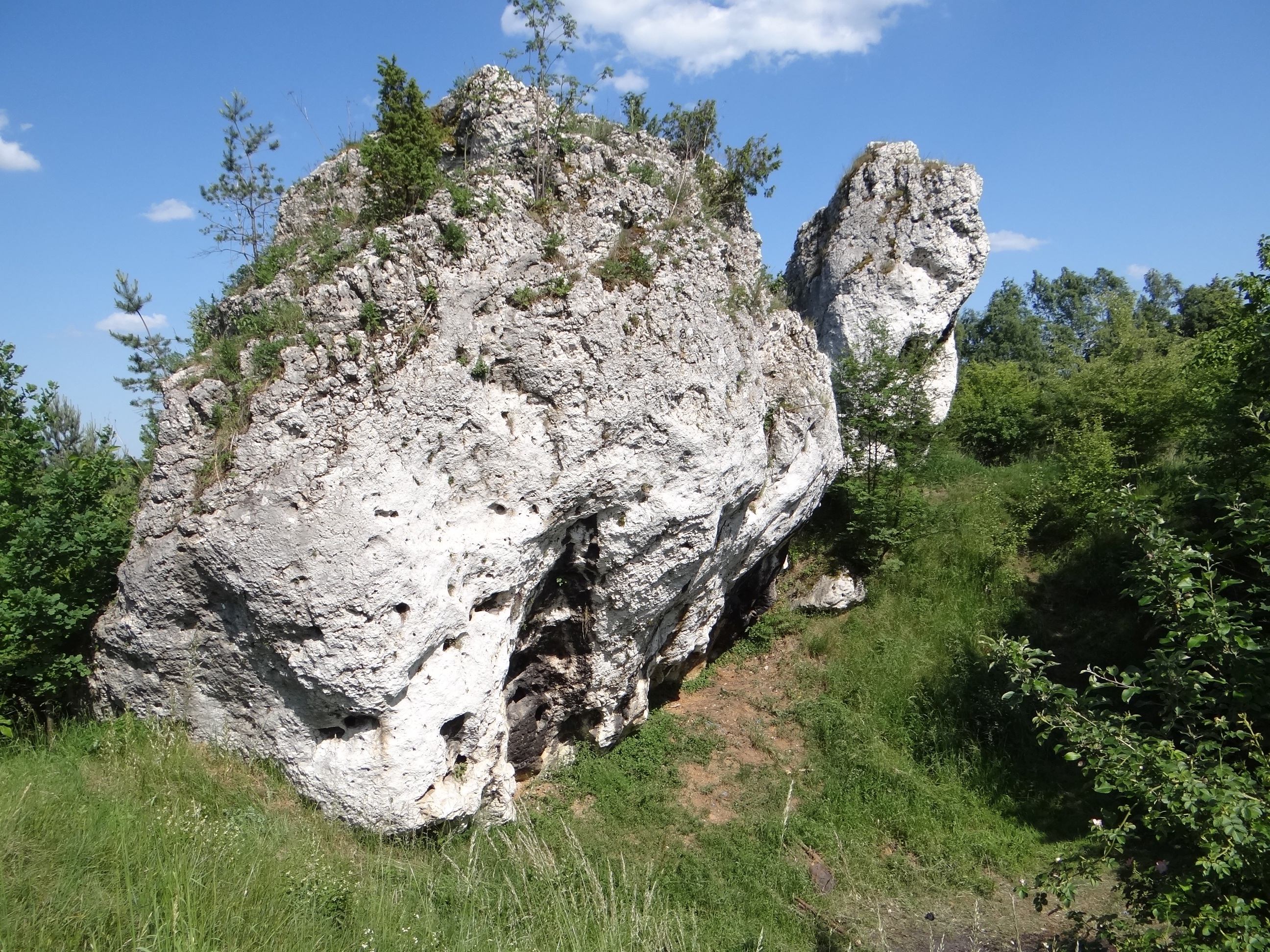
Skałka na wzgórzu
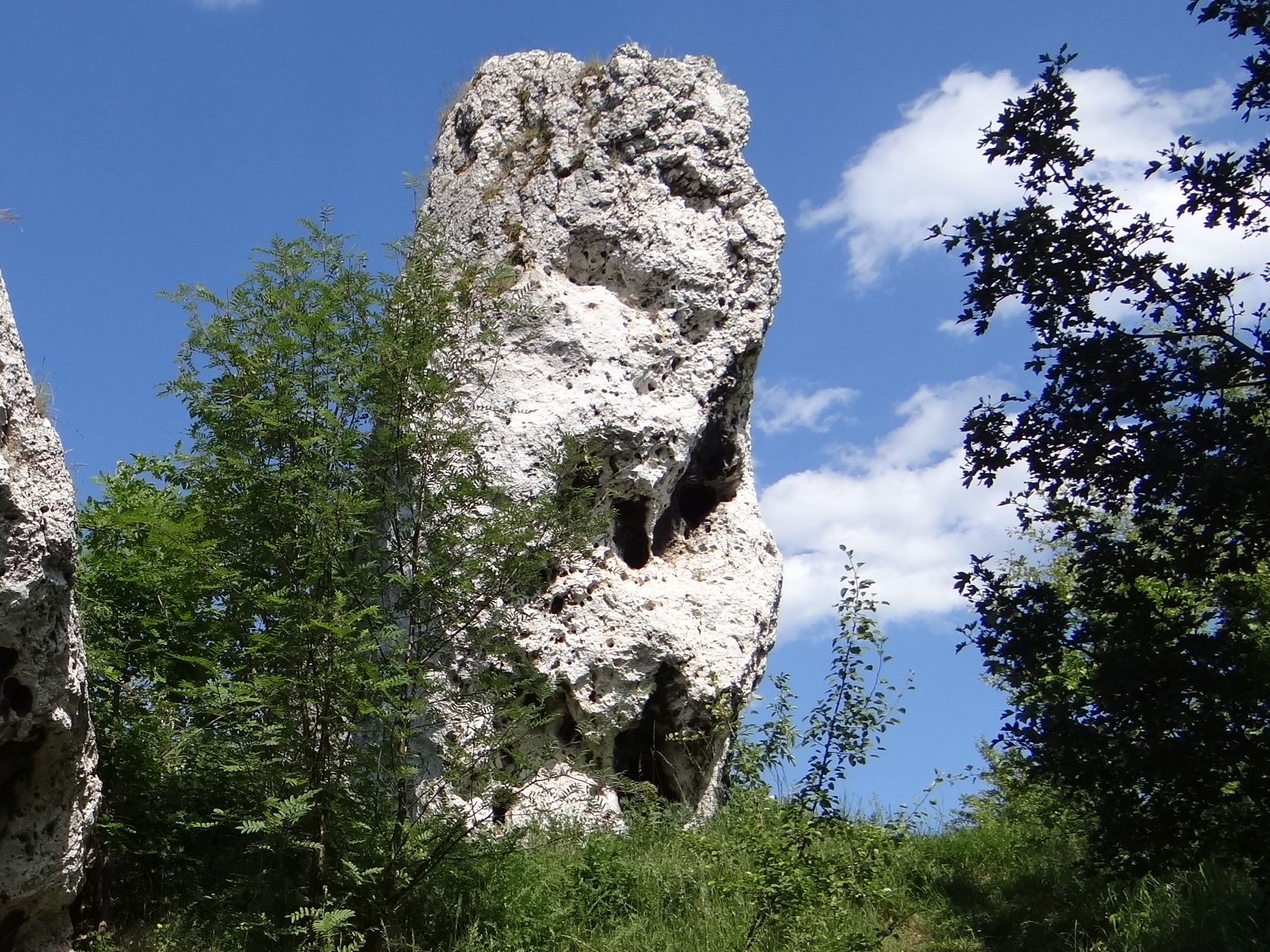
Skałki na wzgórzu
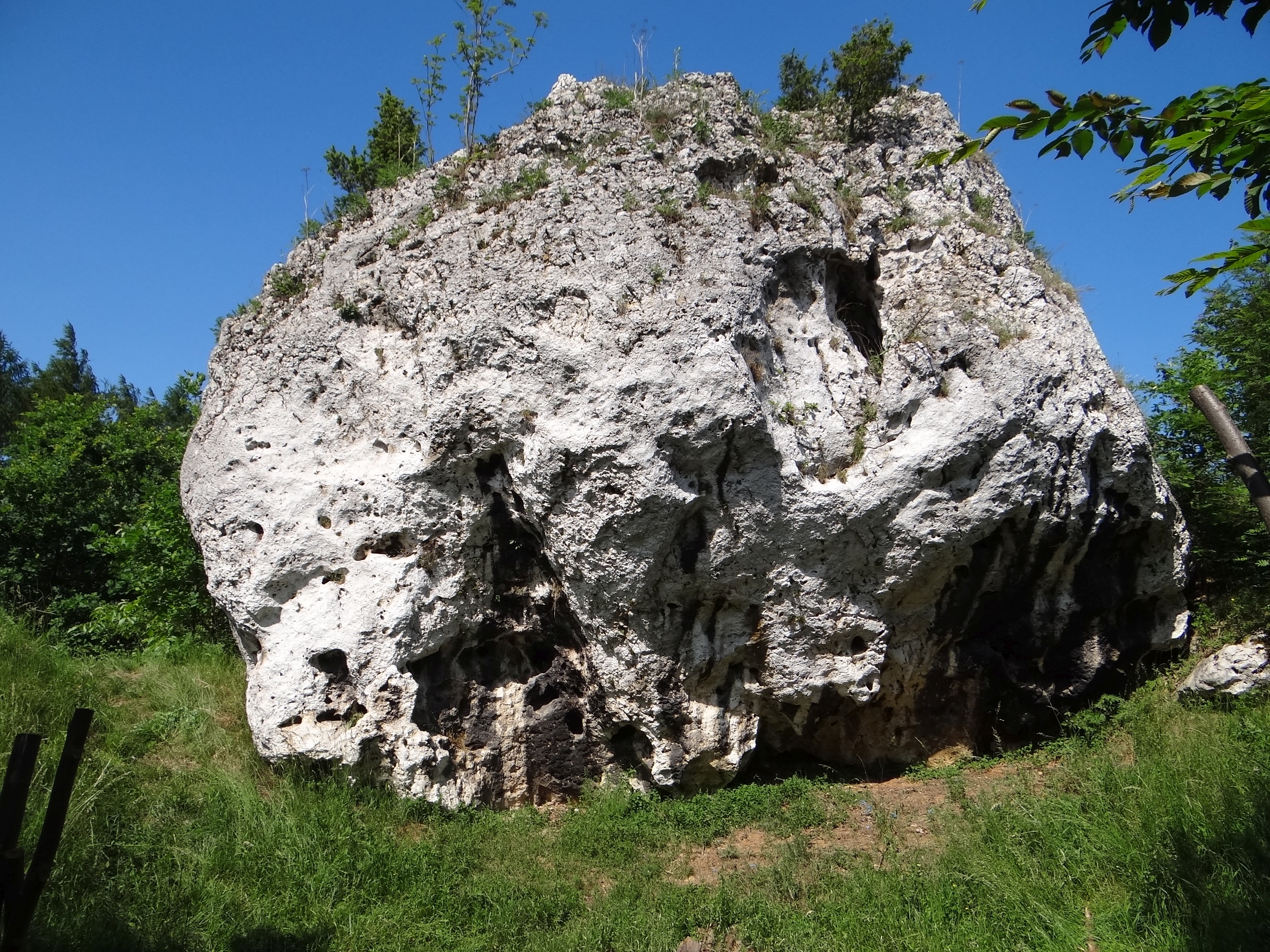
Skałka na wzgórzu
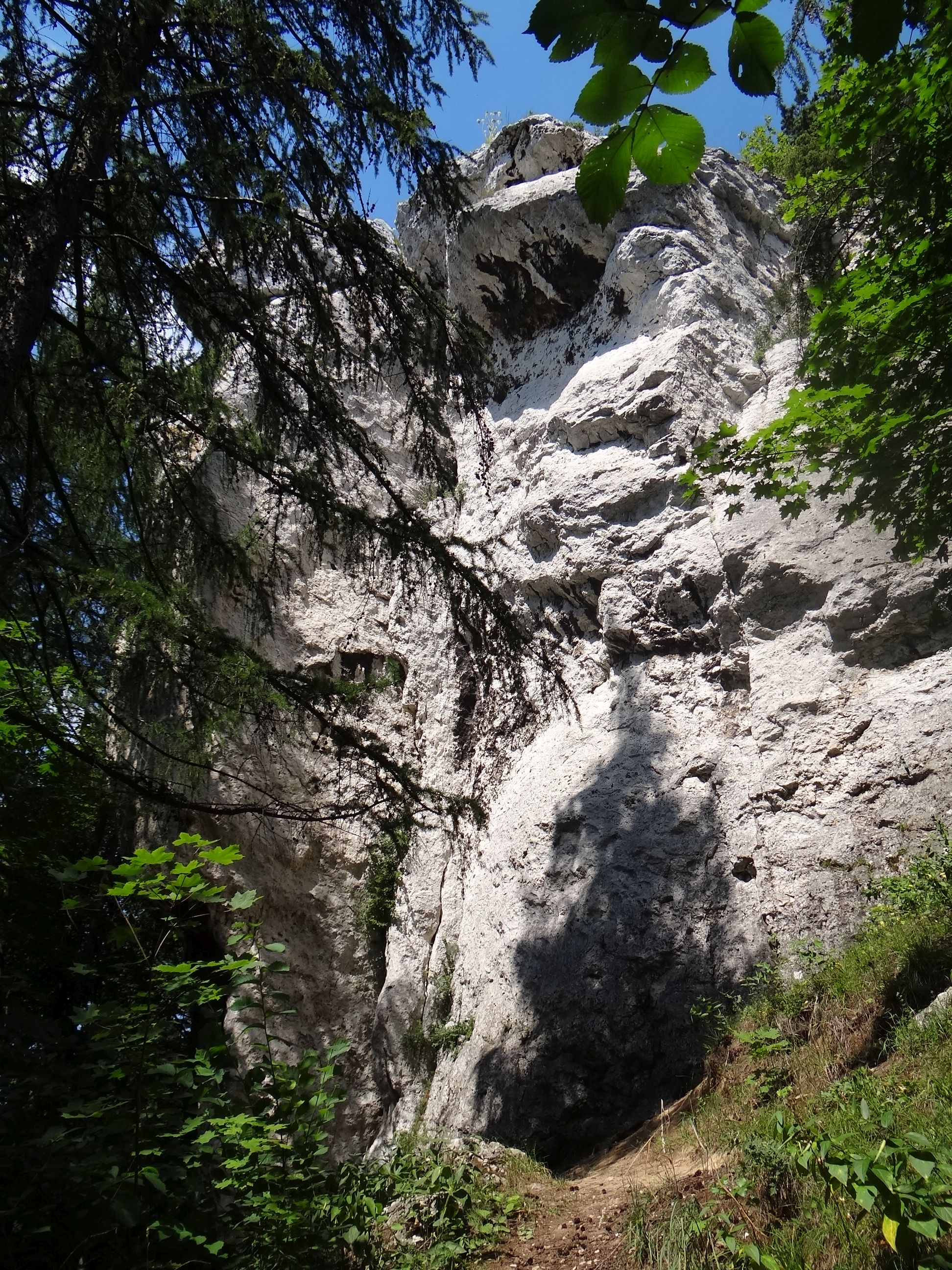
Ściana wspinaczkowa
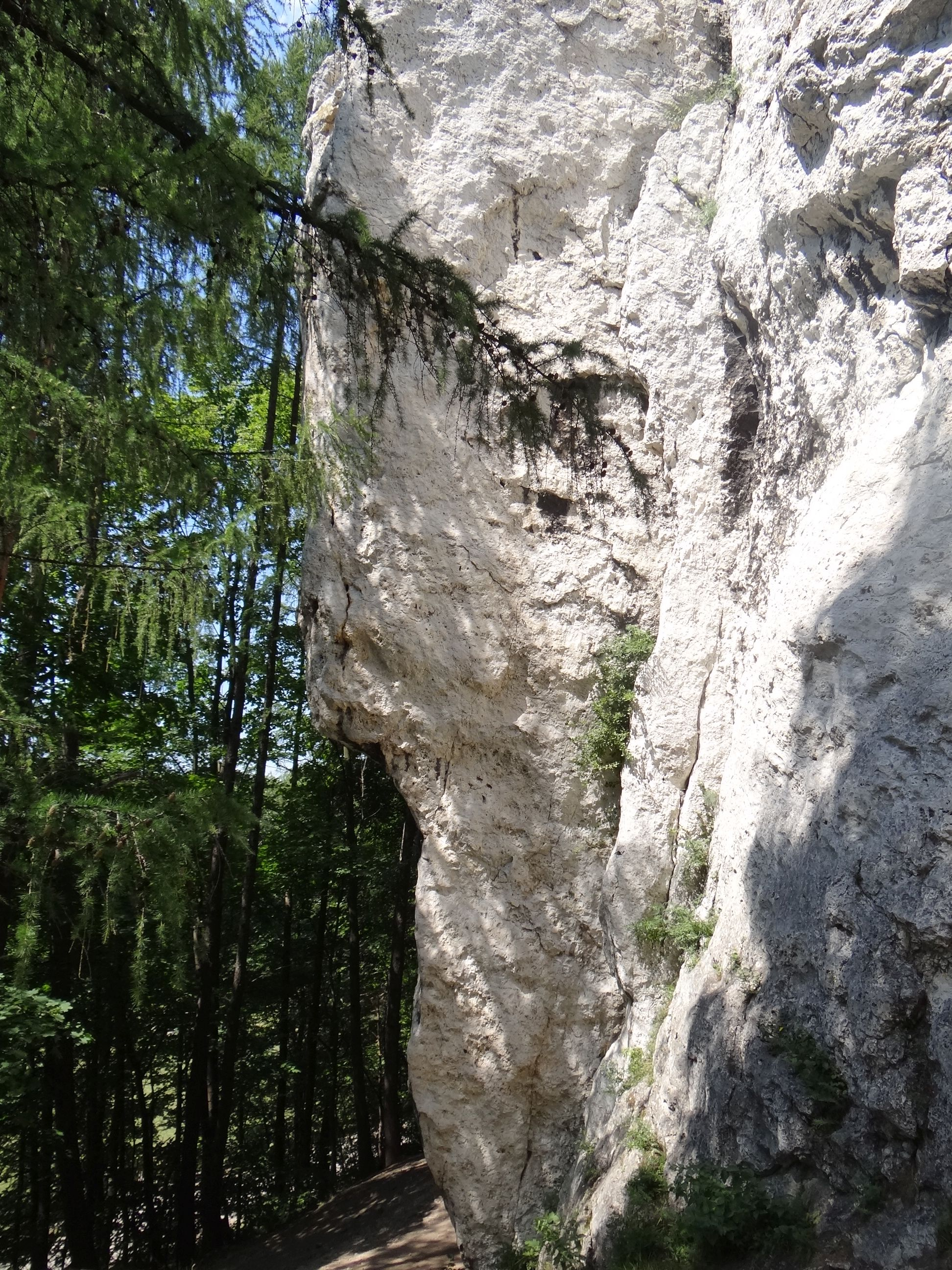
Ściana wspinaczkowa
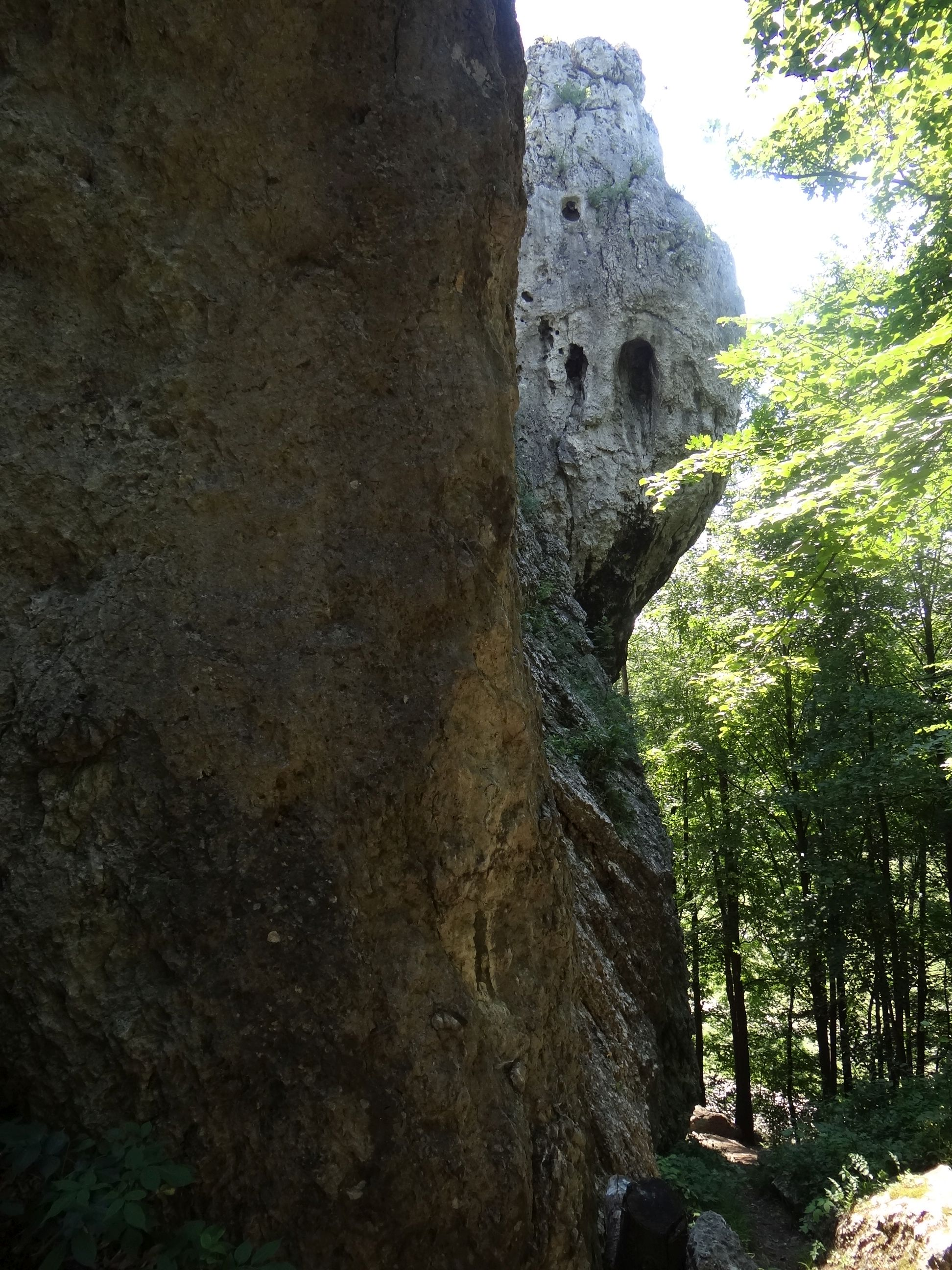
Ściana wspinaczkowa
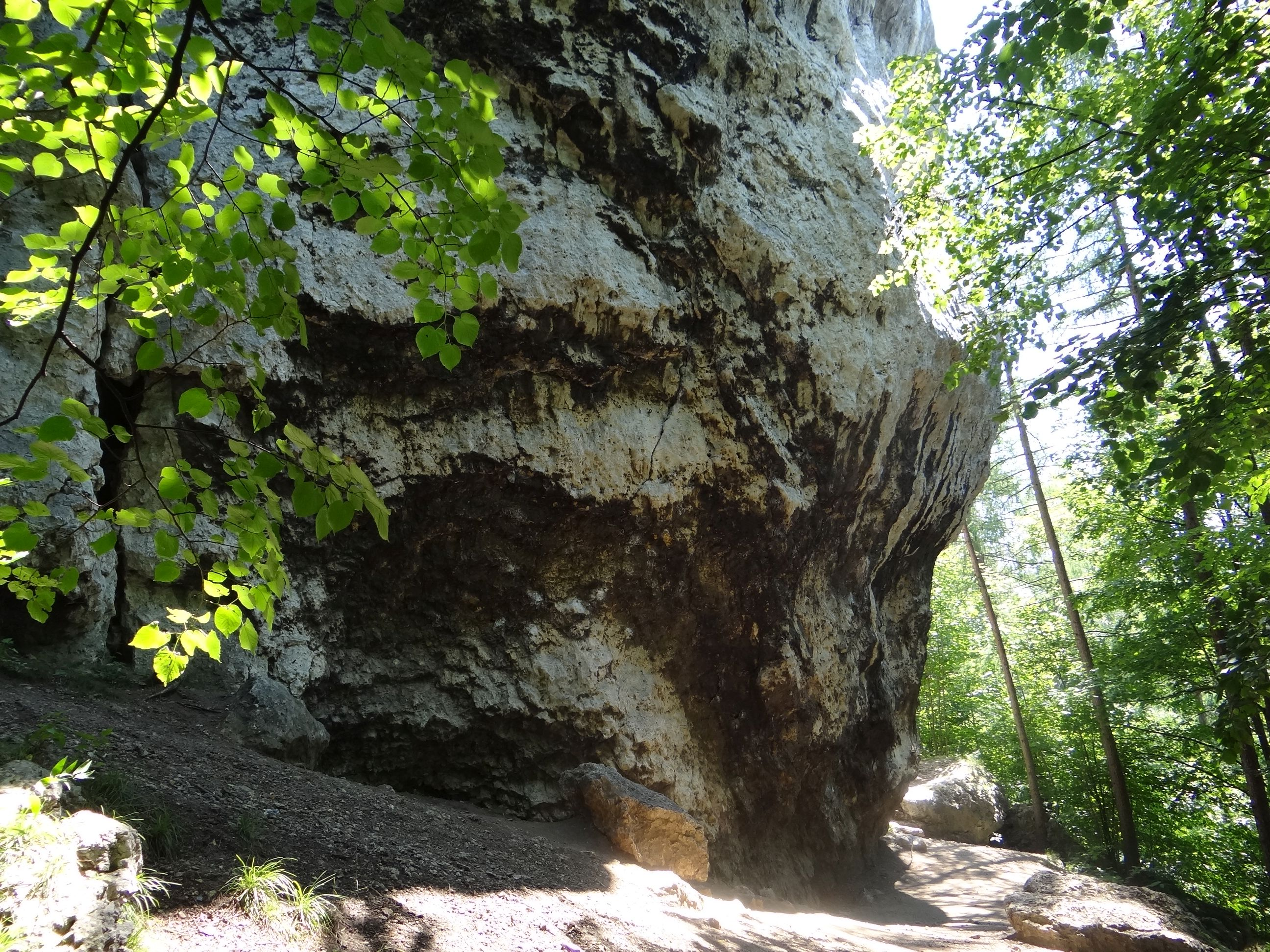
Ściana wspinaczkowa